# 兵庫県道339号昭和東本町線
兵庫県道339号昭和東本町線（ひょうごけんどう339ごう しょうわひがしほんまちせん）は、兵庫県尼崎市を通る一般県道である。

## 概要
尼崎市昭和通1丁目から尼崎市東本町3丁目に至る

### 路線データ
- 起点：尼崎市昭和通1丁目[1]（稲川橋交差点、国道2号交点）
- 終点：尼崎市東本町3丁目[1]（東本町交差点、国道43号交点）
- 総延長：0.8 km[1]

## 路線状況

### 別名
- 大物線（だいもつせん）

### 通過する路線バス
- 尼崎市交通局

## 地理

### 通過する自治体
- 尼崎市

### 交差する道路
| 交差する道路 | 市町村名    | 交差する場所        | 交差する場所 |
| ------------ | ----------- | ------------------- | ------------ |
| 国道2号      | 昭和通1丁目 | 稲川橋交差点 / 起点 |              |
| 国道43号     | 東本町3丁目 | 東本町交差点 / 終点 |              |

### 交差する鉄道
- 阪神本線
- 阪神なんば線

### 沿線
- 尼崎だいもつ病院
- 阪神本線・阪神なんば線 大物駅